# Franz Xaver Widerhoffer
Franz Xaver Widerhoffer (2. prosince 1742, Kammern im Liesingtal, Štýrsko – 23. srpna 1799) byl rakouský hudební skladatel období klasicismu.

## Život a činnost

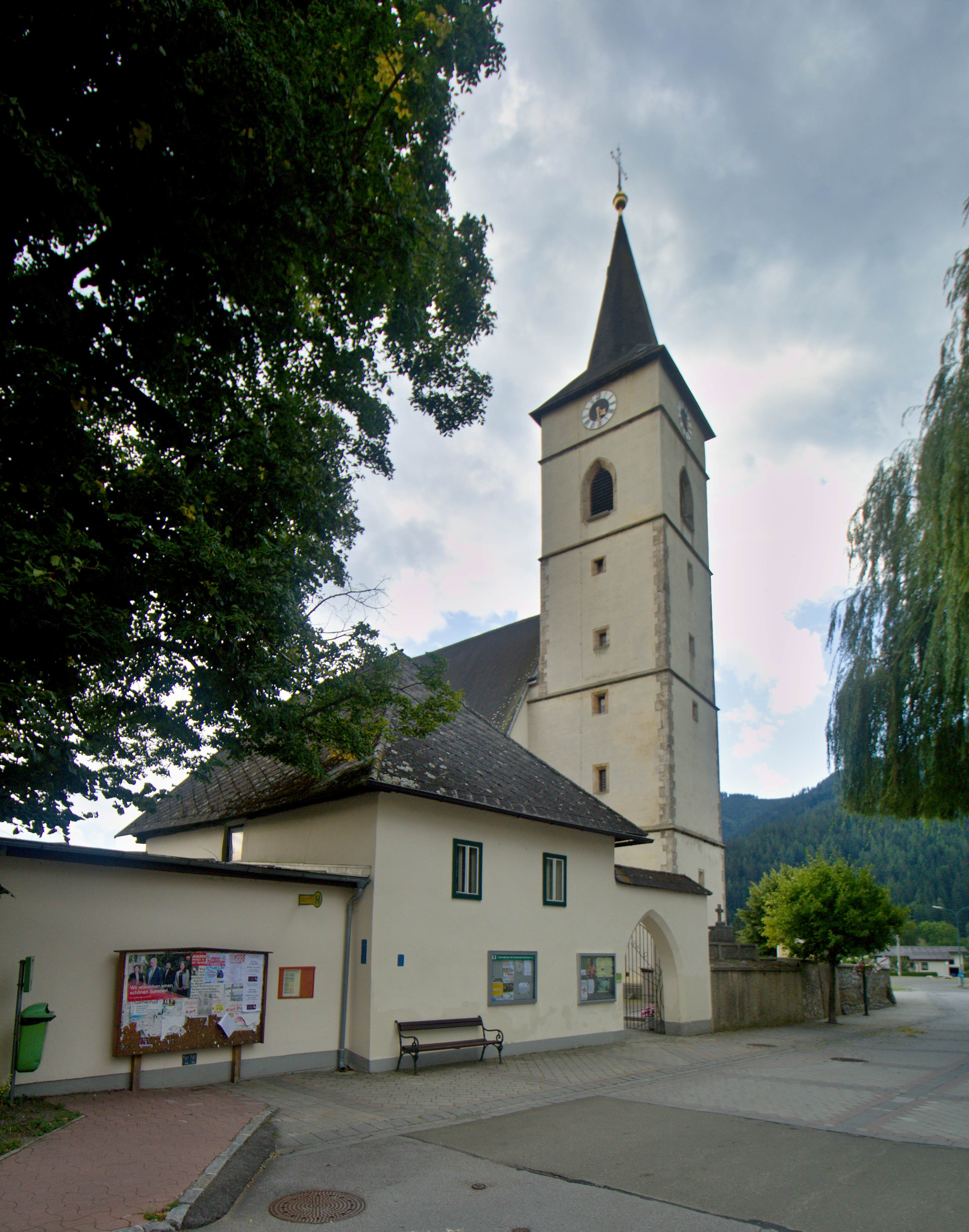
Rodný dům F. X. Widerhoffera u kostela sv. Jana Křtitele v Kammern im Liesingtal

Narodil se ve štýrské obci Kammern im Liesingtal jako druhý ze sedmi dětí místního učitele Johanna Georga a jeho ženy Evy.
Působil jako hudebník v Mariazellském chrámu. Byl autorem mnoha duchovních skladeb, z nichž neslavnější je jeho Missa solemnis in C, zvaná Mariazeller Messe.